# Sandviks IK
Sandviks IK är en idrottsklubb från Holmsund, Västerbotten. Klubben bildades 7 juli 1905 och har ett herrlag i division 2 samt ett damlag i division 2 inom fotboll. Klubben bedriver verksamhet i fotboll, handboll, simning, modern femkamp, löpning och längdåkning. Tidigare har klubben haft verksamhet i triathlon, gymnastik, bandy, brottning, ishockey, bordtennis, cykel, gång, boxning samt konståkning. Klubbens idrottsplats heter Sandviks IP.

## Sandviks IK - fotbollssektionen

### 1940-1970
Under 1940-talet var Sandvik ett av de bästa fotbollslagen i norra Sverige. Höjdpunkter under decenniet var Svenska Cupen 1946 och 1947. 1946 förlorade Holmsundslaget i kvartsfinalen mot AIK och året därpå, också i kvartsfinalen, så förlorade de mot Hälsingborgs IF. Under 1940-talet segrade Sandvik dessutom i Västerbottensserien under tre säsonger. Under 1950-talet och 1960-talet spelade Sandvik mestadels i division tre, men under några år också i division fyra. 

### Spelartruppen
| Nr | Land    | Pos | Namn                    |
| -- | ------- | --- | ----------------------- |
| 1  | Sverige | MV  | Marcus Hällgren         |
| 2  | Sverige | F   | Andreas Ljung           |
| 4  | Sverige | MF  | Robert Lidström         |
| 6  | Sverige | F   | Åke Tornberg            |
| 8  | Sverige | F   | Robin Åberg             |
| 10 | Sverige | A   | Ushindi Yermos Kashindi |
| 13 | Sverige | F   | Simon Jamehdar          |
| 15 | Sverige | MF  | Axel Jansson            |
| 21 | Sverige | MF  | Benjamin Falk           |
| 22 | Sverige | MF  | Eric Juntti             |
| 23 | Sverige | F   | Andreas Keisu           |

| Nr | Land    | Pos | Namn              |
| -- | ------- | --- | ----------------- |
| 24 | Sverige | MF  | Gheis Gholami     |
| 25 | Sverige | MF  | Johannes Lidström |
| -  | Sverige | MV  | Albin Lidman      |
| -  | Sverige | F   | Ammar Rizko       |
| -  | Sverige | MF  | Antanas Brusokas  |
| -  | Sverige | MF  | Axel Uddström     |
| -  | Sverige | F   | Jonathan Eriksson |
| -  | Sverige | A   | Kelvin Wokomaty   |
| -  | Sverige | F   | Natanael Björnler |
| -  | Sverige | MF  | Prince Sikiya     |
| -  | Sverige | MF  | Ville Norrman     |

### Tränare
- Jörgen Brännström (2018)

### Divisioner och placeringar
| \| Säsong \| Division \| Region \| Placering \| Upp/nedflyttning \| \| ------ \| ---------- \| ---------------------- \| --------- \| ---------------- \| \| 1998 \| Division 4 \| Västerbotten Södra \| 3:a \| \| \| 1999 \| Division 4 \| Västerbotten Södra \| 6:a \| \| \| 2000 \| Division 4 \| Västerbotten Södra \| 6:a \| \| \| 2001 \| Division 4 \| Västerbotten Södra \| 9:a \| \| \| 2002 \| Division 4 \| Västerbotten Södra \| 1:a \| Uppflyttad \| \| 2003 \| Division 3 \| Mellersta Norrland \| 11:a \| Relegerad \| \| 2004 \| Division 4 \| Västerbotten Södra \| 6:a \| \| \| 2005 \| Division 4 \| Västerbotten Södra \| 3:a \| \| \| 2006* \| Division 4 \| Västerbotten Södra \| 2:a \| Playoff \| \| 2007 \| Division 4 \| Västerbotten Södra \| 5:a \| \| \| 2008 \| Division 4 \| Västerbotten Södra \| 9:a \| \| \| 2009 \| Division 4 \| Västerbotten Södra Vår \| 12:a \| \| \| 2009 \| Division 4 \| VästerbottenHöstfyran \| 5:a \| \| \| 2010 \| Division 4 \| Västerbotten Södra \| 1:a \| Uppflyttad \| \| 2011 \| Division 3 \| Mellersta Norrland \| 12:a \| Relegerad \| \| 2012 \| Division 4 \| Västerbotten Södra \| 1:a \| Uppflyttad \| \| 2013 \| Division 3 \| Norra Norrland \| 2:a \| Uppflyttad \| \| 2014 \| Division 2 \| Norrland \| \| \| * Omstrukturering av divisionerna 2006, vilket resulterade i att en ny division infördes. |            |                        |           |                  |
| Säsong | Division   | Region                 | Placering | Upp/nedflyttning |
| 1998 | Division 4 | Västerbotten Södra     | 3:a       |                  |
| 1999 | Division 4 | Västerbotten Södra     | 6:a       |                  |
| 2000 | Division 4 | Västerbotten Södra     | 6:a       |                  |
| 2001 | Division 4 | Västerbotten Södra     | 9:a       |                  |
| 2002 | Division 4 | Västerbotten Södra     | 1:a       | Uppflyttad       |
| 2003 | Division 3 | Mellersta Norrland     | 11:a      | Relegerad        |
| 2004 | Division 4 | Västerbotten Södra     | 6:a       |                  |
| 2005 | Division 4 | Västerbotten Södra     | 3:a       |                  |
| 2006* | Division 4 | Västerbotten Södra     | 2:a       | Playoff          |
| 2007 | Division 4 | Västerbotten Södra     | 5:a       |                  |
| 2008 | Division 4 | Västerbotten Södra     | 9:a       |                  |
| 2009 | Division 4 | Västerbotten Södra Vår | 12:a      |                  |
| 2009 | Division 4 | VästerbottenHöstfyran  | 5:a       |                  |
| 2010 | Division 4 | Västerbotten Södra     | 1:a       | Uppflyttad       |
| 2011 | Division 3 | Mellersta Norrland     | 12:a      | Relegerad        |
| 2012 | Division 4 | Västerbotten Södra     | 1:a       | Uppflyttad       |
| 2013 | Division 3 | Norra Norrland         | 2:a       | Uppflyttad       |
| 2014 | Division 2 | Norrland               |           |                  |

## Sandviks IK - simsektionen
Sandviks IK har haft simning på programmet under flera decennier. Under 1970- och 1980-talet simmade Annika Uvehall i klubben, som deltog i Olympiska Spelen i Moskva 1980. Även VM-guldmedaljören i lagkapp, Christer Wallin, började sin simmarkarriär i Sandvik under denna tid, innan han gick över till Umeå Simsällskap (USS) och därefter Mölndals Allmänna Simsällskap (MASS). Bland tränarna kan nämnas Rolf Möller och Lennart "Leppe" Sundevall.

## Profiler
- Skidor             Hjalmar Bergström
- Modern Femkamp     Svante Rasmuson, Frida Kröger-Nygren
- Simning              Christer Wallin, Annika Uvehall
- Ishockey             Gus Forslund, Elon Sundström